# Alif

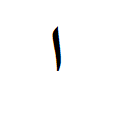
Alif in geïsoleerde vorm

De Alif, ألف, is de eerste letter van het Arabisch alfabet. Hij stamt af van de letter aleph uit het Fenicische alfabet en is daardoor verwant met de Latijnse A, de Griekse alfa en de Hebreeuwse aleph. Aan de alif kent men de getalswaarde 1 toe.

## Uitspraak
Alif dient ofwel als een lange /a/ ofwel als draagletter voor de glottisslag hamza ء en kan aldus aan het begin van een woord voor de korte klinkers /a, i, u/ staan. In enkele gevallen blijft hij klankloos.

### Alif als klinkerverlenging
Alif kan dienen ter verlenging van een fatha. Hij vervult dan in feite de functie van een lange klinker, namelijk de open "a"-klank, zoals in "avond". In dit geval schrijft men hem in transliteratie wel als 'ā': een a met een streep erboven.

### Alif als draagletter

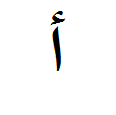
Alif met hamza boven de letter

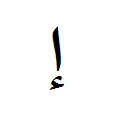
Alif met hamza onder de letter

Alif is vooral aan het begin van een woord vaak de draagletter voor de hamza (ء). De op deze manier gebruikte hamza drukt de glottisslag uit en heeft in de meeste gevallen een draagletter nodig. Aan het begin van een woord kan alleen de alif draagletter zijn van de hamza. In het midden van of aan het einde van een woord kan naast alif ook de letter waw (و) of yah (ي) draagletter zijn.
De hamza plaatst men afhankelijk van de klinker boven of onder de alif. Hierbij staat أ voor /a/ of /u/ en إ voor /i/.
Bij het begin van een woord laat men de hamza vaak weg. Dit is in het bijzonder het geval bij het bepaald lidwoord "al" (ال). Men schrijft dan alleen de alif (ا), zonder hamza. Uitzonderingen hierop zijn de hamzat qatʿ en madda.
Als draagletter krijgt de alif in geschreven teksten geen klinkertekens, aangezien hij geen klankwaarde bezit.

### Klankloze of stomme alif
In bepaalde werkwoordsvormen heeft alif aan het einde van een woord geen fonologische maar eerder een morfologische functie: bij zelfstandige naamwoorden dient hij aan het einde van een woord als dragen van de onbepaalde accusatief-uitgang (-an); hij is ook klankloos in alleenstaande woorden als مائة (mi'a, "honderd“).

## Ligatuur lam-alif
In het geval de alif direct voor een lam staat, gebruikt men in plaats van de schrijfwijze لـا de ligatuur lam-alif. Deze ligatuur kent twee varianten: één die men alleen aan het begin van een woord kan gebruiken en één die altijd toepasbaar is.
Voorbeelden
- Beginligatuur: "nee" - la : لا of "de aarde" - al-urd : الأرض.
- Altijd toepasbaar: "de vrede" - as-salaam : السلام.

## Kleine alif

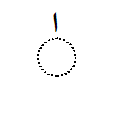
Alif als hulpteken

In het hedendaags Arabisch bestaat er een handvol woorden die een lange a (ā) bevatten die men echter toch niet schrijft. Moet men dus de ā weergeven, dan kan men een kleine alif op de voorafgaande medeklinker plaatsen.

## Alif maqsura
De alif maqṣūra (الألف المقصورة), of "gebroken alif," ziet eruit als een ya. Geïsoleerde vorm en eindvorm: ﻰ en ى. Hij kan alleen voorkomen aan het einde van een woord. Alhoewel men de alif-maqsura anders schrijft dan de reguliere alif, staat hij voor dezelfde klank. Voor studenten Arabisch is de gelijkenis met de ya soms verwarrend. De problematiek speelt nog sterker doordat veel auteurs, vooral in Egypte, de ya schrijven zonder de puntjes.

## Alif madda
De alif madda kan men zien als een dubbele alif. Hij drukt tegelijkertijd een glottisslag en een lange klinker uit. Geïsoleerde vorm en eindvorm: ﺁ en ﺂ. Een voorbeeld is: القرآن (al-qurʼān): de Koran. In "al-qurʼān" is de eerste alif een gewone alif, de tweede een alif madda.

## Alif in Unicode
| Unicode Codepoint | U+0627             |
| Unicode-Name      | ARABIC LETTER ALEF |
| HTML              | &#1575;            |
| ISO 8859-6        | 0xc7               |

Ook de hoog geplaatste alif heeft men in de codering opgenomen. Deze geeft men echter in sommige schrijfvormen niet weer.
| Unicode Codepoint | U+0670                         |
| Unicode-Name      | ARABIC LETTER SUPERSCRIPT ALEF |
| HTML              | &#1648;                        |
| ISO 8859-6        | niet beschikbaar               |

Basisalfabet: ا (alif) · 
ب (ba) · 
ت (ta) · 
ث (tha) · 
ج (jim) ·
ح (ḥa) ·
خ (kha) ·
د (dal) ·
ذ (dhal) ·
ر (ra) ·
ز (zai) ·
س (sin) ·
ش (sjin) ·
ص (ṣad) ·
ض (ḍad) ·
ط (ṭah) ·
ظ (ẓa) ·
ع (ain) ·
غ (gain) ·
ف (fa) ·
ق (qaf) ·
ك (kaf) ·
ل (lam) ·
م (mim) ·
ن (nun) ·
ه (ha) ·
و (waw) ·
ي (ya)
Aanvullende tekens: ء (hamza) ·
آ (alif madda) ·
ة (tāʾ marbūṭa) ·
ى (alif maqṣūra) ·
لا (lām-alif)
Klinkertekens: fatḥa ·
kasra ·
ḍamma ·
shadda ·
sukūn ·
waṣla